# Vire (rivière)
Pour les articles homonymes, voir Vire (homonymie).
La Vire est une petite rivière de France et de Belgique, affluent du Ton en rive gauche faisant partie du bassin versant de la Meuse via la Chiers.

## Géographie
La Vire coule essentiellement en Gaume dans la province de Luxembourg, dans le sud de la Belgique, vers l'ouest. Elle occupe essentiellement le fond d'une vallée située entre, au sud, à cheval sur la frontière entre la France et la Belgique, le massif très boisé de la troisième cuesta de Gaume appelée cuesta bajocienne, et au nord la seconde cuesta, dénommée cuesta charmouthienne.
Elle n'a pas de source propre, mais prend ce nom lorsque deux ruisseaux, la Batte et le Coulmy (aussi dénommé « ruisseau de Cussigny »), unissent leurs courants peu avant Signeulx (commune de Musson en Belgique) et Ville-Houdlémont (France), juste à l'endroit où elle commence à correspondre à la frontière, en bordure d'une zone marécageuse qui forme la réserve naturelle de la Cussignière. 
La Batte prend sa source ou plutôt ses sept sources à Battincourt (commune d'Aubange), en pays lorrain luxembourgeois. Le Coulmy prend sa source dans le bois de Longwy en France en amont de Vaux Warnimont, dans la cuesta bajocienne. Il traverse les villages de Vaux, Warnimont, Gorcy et Cussigny (quartier ouest de Gorcy). 
La Vire se jette dans le Ton en bordure ouest du village de Saint-Mard, juste au sud de la localité de Virton.